# Angelo Infanti
Angelo Infanti (ur. 16 lutego 1939 r. w Zagarolo, w regionie Lacjum, w prowincji Rzym, zm. 12 października 2010 r. w Tivoli, w regionie Lacjum, w prowincji Rzym) – włoski aktor i producent filmowy i telewizyjny, który zagrał w ok. 61 filmach.

## Filmografia

### Filmy fabularne
- 1961: Całuję Cię ... buziaki (Io bacio... tu baci)
- 1964: Piękna rodzina (Le belle famiglie) – nowela Książę z bajki (Il principe azzurro)
- 1965: Dziewczynka (La Ragazzola) jako Alberto
- 1969: Spotkanie (The Appointment) jako Antonio
- 1970: Człowiek zwany Młotem (A Man Called Sledge) jako Więzień
- 1970: Dziecko Mata Hari (La Peau de Torpedo) jako Jean / Gianni
- 1970: Zerwanie (La Rupture) jako dr Blanchard
- 1971: Le Mans jako Lugo Abratte
- 1971: Włoch szuka żony (Bello, onesto, emigrato Australia sposerebbe compaesana illibata) jako Sutener Carmeli
- 1972: Ojciec chrzestny (The Godfather) jako Fabrizio
- 1972: Joe Valachi (The Valachi Papers) jako Lucky Luciano
- 1972: Osobliwa miłość (Questa specie d’amore) jako Bernardo
- 1973: Wielka Stopa i zbiry (Piedone lo sbirro) jako O'Barone
- 1974: Całe nasze życie (Toute une vie) jako Ogier
- 1975: Czarna Emanuelle (Emanuelle nera) jako Gianni Danieli
- 1975: Hrabia Monte Christo (The Count of Monte Cristo, TV) jako Jacopo
- 1976: Żołnierz najemny (Il Soldato di ventura) jako Grajano d'Asti
- 1976: Czarny korsarz (Il Corsaro nero) jako Morgan
- 1976: Czarna Emanuelle 2 (Emanuelle nera No. 2) jako Paul
- 1977: Ojciec chrzestny (The Godfather: A Novel for Television) jako Fabrizio
- 1980: Wielka Stopa w Egipcie (Piedone d'Egitto) jako Zakar
- 1980: Wściekła rasa (Razza selvaggia) jako Carlo Esposito
- 1983: Historia Piery (Storia di Piera) jako Tito/Giasone
- 1983: Powrót czarnego rumaka (The Black Stallion Returns) jako ojciec Raja
- 1983: Purpura i czerń (The Scarlet and the Black, TV) jako ojciec Morosini
- 1985: Franciszkanie w ruchu oporu (The Assisi Underground) jako Giorgio Kropf
- 1986: Dochodzenie (L'inchiesta) jako Trifone
- 1986: Cierń w sercu (Una Spina nel cuore) jako Roberto Dionisotti
- 1991: Sezon gigantów (A Season of Giants, TV) jako Jacopo z Fiesole
- 1995: Potęga miłości (Il Prezzo della vita, TV)
- 1997: Dawid (Davide) jako Ahimlech
- 2002: Ostatni skok (Nid de guêpes) jako Abedin Nexhep
- 2005: Tunel śmierci (The Tube, TV) jako Luca Scardi
- 2009: Ex jako ojciec Elisy
- 2010: Listy do Julii (Letters to Juliet) jako członek rodziny Lorenza

### Miniseriale TV
- 1984: Ośmiornica (La Piovra) jako Sante Cirinná
- 1993: Cena ambicji (La scalata) jako Alberto Ronconi
- 2002: Don Matteo jako Lodovico Pancrazi